# Polona Batagelj
Polona Batagelj (Šempeter pri Gorici, 7 de junio de 1989) es una ciclista eslovena que fue profesional entre 2010 y 2018. Debutó como profesional en 2010, si bien en 2008 ya había corrido alguna carrera cedida en el Menikini-Selle Italia-Master Colors. Tras ganar, desde 2010, tres Campeonatos de Eslovenia en Ruta consecutivos logró plaza para participar en los Juegos Olímpicos de Londres 2012 participando en la prueba en ruta donde acabó 22.ª.

## Palmarés
2010 (como amateur)
- 2.ª en el Campeonato de Eslovenia Contrarreloj
- 3.ª en el Campeonato de Eslovenia en Ruta

2010
- 3.ª en el Campeonato de Eslovenia Contrarreloj
- Campeonato de Eslovenia en Ruta

2011
- Campeonato de Eslovenia en Ruta
- 2.ª en el Campeonato de Eslovenia Contrarreloj

2012
- Campeonato de Eslovenia en Ruta   (como amateur)[5]

2013
- 2.ª en el Campeonato de Eslovenia Contrarreloj  (como amateur)[6]
- Campeonato de Eslovenia en Ruta

2014
- Campeonato de Eslovenia en Ruta

2015
- Campeonato de Eslovenia en Ruta

2017
- 2.ª en el Campeonato de Eslovenia Contrarreloj
- Campeonato de Eslovenia en Ruta

2018
- 3.ª en el Campeonato de Eslovenia Contrarreloj
- Campeonato de Eslovenia en Ruta

## Resultados en Grandes Vueltas y Campeonatos del Mundo
Durante su carrera deportiva consiguió los siguientes puestos en las Grandes Vueltas femeninas y en los Campeonatos del Mundo en carretera:
| Carrera              | Carrera              | 2008 | 2009 | 2010 | 2011 | 2012 | 2013 | 2014 | 2015 | 2016 | 2017 | 2018 |
| -------------------- | -------------------- | ---- | ---- | ---- | ---- | ---- | ---- | ---- | ---- | ---- | ---- | ---- |
|                      | Giro de Italia       | —    | —    | 24.ª | 21.ª | —    | 62.ª | 47.ª | 15.ª | 22.ª | 23.ª | 35.ª |
|                      | Tour de l'Aude       | —    | —    | —    | X    | X    | X    | X    | X    | X    | X    | X    |
|                      | Grande Boucle        | —    | —    | X    | X    | X    | X    | X    | X    | X    | X    | X    |
| Mundial en Ruta      | Mundial en Ruta      | Ab.  | Ab.  | 44.ª | 41.ª | Ab.  | Ab.  | 45.ª | 57.ª | 33.ª | 27.ª | 30.ª |
| Mundial Contrarreloj | Mundial Contrarreloj | 43.ª | 40.ª | 28.ª | —    | —    | —    | —    | —    | —    | —    | —    |

—: no participa

Ab: abandono

X: ediciones no celebradas

## Equipos
- Menikini-Selle Italia-Master Colors (2008)
- Bizkaia-Durango (2010[7][8] -2011)
- Diadora-Pasta Zara (2012)[9][8]
- E. Leclerc Klub Polet (2013)[10] (amateur)
- Bizkaia-Durango (2013)[11]
- BTC City Ljubljana (2014-2018)